# 오산시의 국회의원

## 행정구역 변천
- 1989년 1월 1일 화성군 오산읍에 경기도 오산시 설치
- 1995년 4월 2일 평택군 갈곶리·고현리·청호리 일부 편입

## 오산시의 역대 국회의원 일람
| 대수   | 이름           | 소속정당     | 임기                              | 선거구역           |
| ------ | -------------- | ------------ | --------------------------------- | ------------------ |
| 제14대 | 정창현(鄭昌鉉) | 민주자유당   | 1992년 5월 30일 - 1996년 5월 29일 | 오산시·화성군 일원 |
| 제15대 | 박신원(朴信遠) | 자유민주연합 | 1996년 5월 30일 - 2000년 5월 29일 | 오산시·화성군 일원 |
| 제16대 | 강성구(姜成求) | 새천년민주당 | 2000년 5월 30일 - 2004년 5월 29일 | 오산시·화성군 일원 |
| 제17대 | 안민석(安敏錫) | 열린우리당   | 2004년 5월 30일 - 2008년 5월 29일 | 《오산시 일원      |
| 제18대 | 안민석(安敏錫) | 통합민주당   | 2008년 5월 30일 - 2012년 5월 29일 | 《오산시 일원      |
| 제19대 | 안민석(安敏錫) | 민주통합당   | 2012년 5월 30일 - 2016년 5월 29일 | 《오산시 일원      |
| 제20대 | 안민석(安敏錫) | 더불어민주당 | 2016년 5월 30일 - 2020년 5월 29일 | 《오산시 일원      |
| 제21대 | 안민석(安敏錫) | 더불어민주당 | 2020년 5월 30일 - 2024년 5월 29일 | 《오산시 일원      |
| 제22대 | 차지호(車智浩) | 더불어민주당 | 2024년 5월 30일 - 현재            | 《오산시 일원      |

## 같이 보기
- 오산시 (선거구)
- 오산시·화성군
- 수원시의 국회의원
- 화성시의 국회의원
- 평택시의 국회의원
- 안산시의 국회의원
- 시흥시의 국회의원